# Saint Patrick West (circunscripción electoral)

Saint Patrick West en Granada.

Saint Patrick West es una de las quince circunscripciones electorales en las que se divide Granada para las elecciones a la Cámara de Representantes. Está compuesta por la porción oeste de la parroquia homónima.
La circunscripción se creó para las elecciones de 1972, cuando se dividió en dos la circunscripción correspondiente a la parroquia de Saint Patrick. Se ha mantenido como un distrito competitivo desde su establecimiento. Desde las elecciones de 1999 siempre ha sido ganada por el partido vencedor en las elecciones nacionales. Su parlamentario actual es Joseph Andall, del Congreso Nacional Democrático (NDC).
De cara a las elecciones de 2022, la circunscripción tenía 4.668 electores registrados.

## Representantes electos
| Elección | Partido | Partido                       | Parlamentario     |
| -------- | ------- | ----------------------------- | ----------------- |
| 1972     |         | Partido Nacional de Granada   | Wellington Friday |
| 1976     |         | Partido del Pueblo Unido      | Winston Whyte     |
| 1984     |         | Nuevo Partido Nacional        | Kenny Lalsingh    |
| 1990     |         | Congreso Nacional Democrático | Kenny Lalsingh    |
| 1995     |         | Congreso Nacional Democrático | Kenny Lalsingh    |
| 1999     |         | Nuevo Partido Nacional        | Anthony Boatswain |
| 2003     |         | Nuevo Partido Nacional        | Anthony Boatswain |
| 2008     |         | Congreso Nacional Democrático | Joseph Gilbert    |
| 2013     |         | Nuevo Partido Nacional        | Anthony Boatswain |
| 2018     |         | Nuevo Partido Nacional        | Anthony Boatswain |
| 2022     |         | Congreso Nacional Democrático | Joseph Andall     |